# Arquitectura visionaria

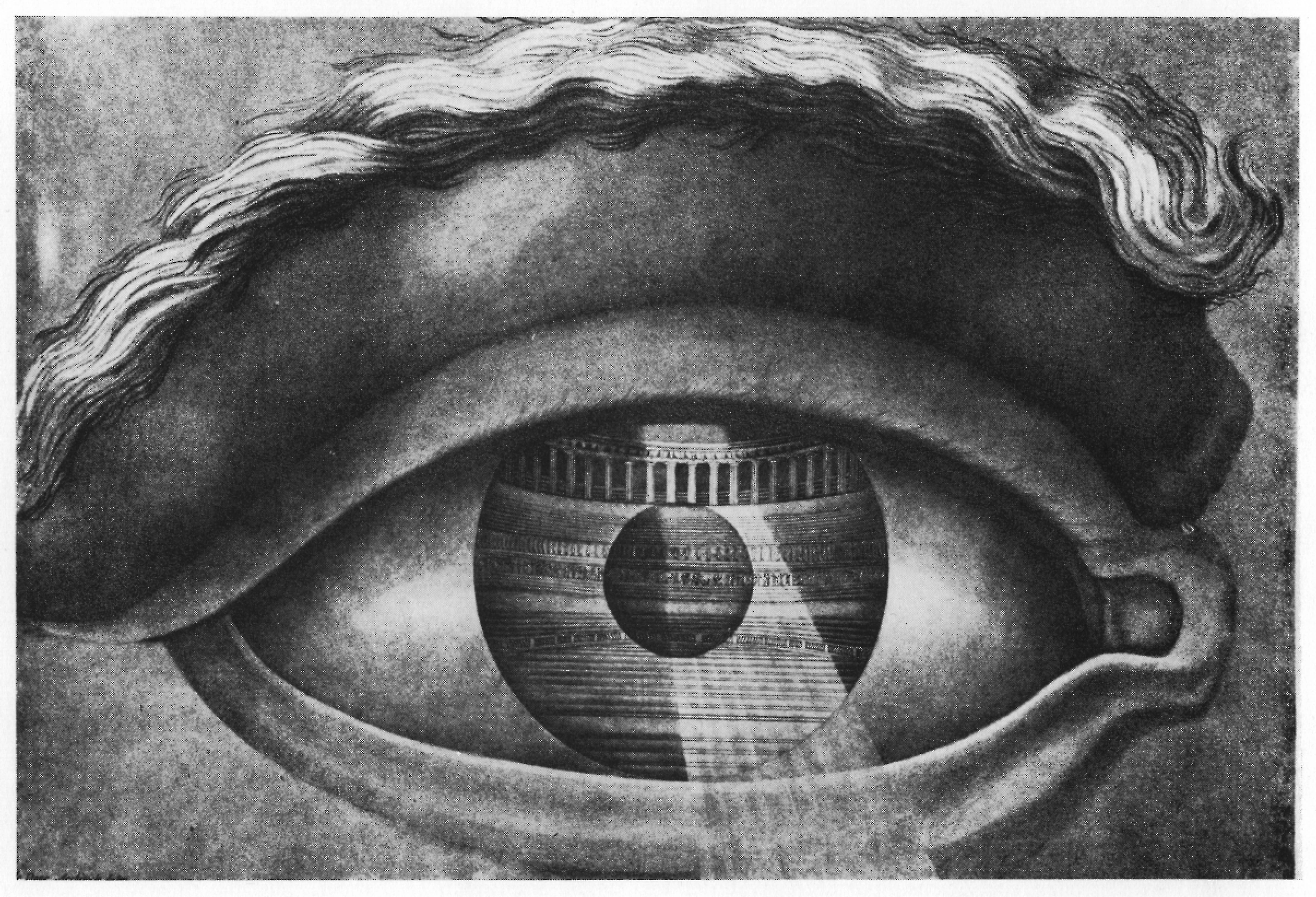
Interior del teatro de Besançon (Ledoux, 1788) reflejado en un ojo (dibujo de Ledoux, ca. 1800

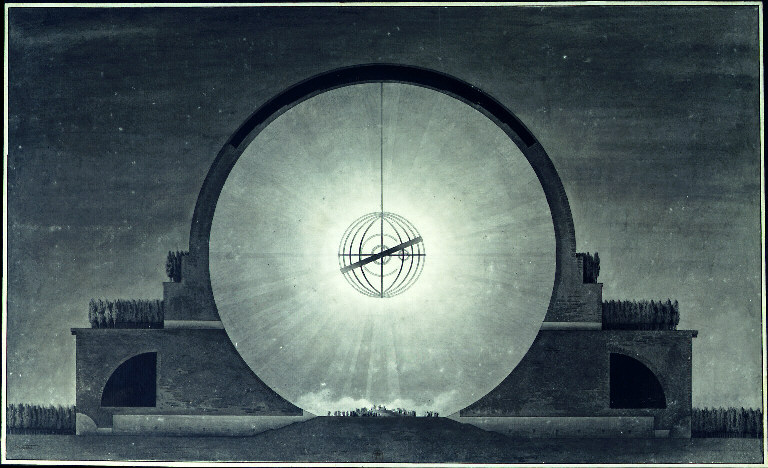
Proyecto del Cenotafio de Newton, de Boullée (1784)

La arquitectura visionaria o arquitectura utópica hace alusión a un proyecto arquitectónico idealista, que solo existe sobre el papel, ya que su edificación es impracticable. Este movimiento nace en Francia en el contexto de la revolución francesa, alzamiento que no solo fue la explosión de una sociedad oprimida por la monarquía sino que asimismo fue la culminación material de muchos pensamientos e ideas revolucionarios que hicieron que las personas vieran el mundo que los rodeaba de una forma diferente. Todos esos pensamientos, de  igual modo tuvieron su reflejo en la arquitectura, basada en los mismos ideales revolucionarios. En efecto, se proyectó una arquitectura que se separaba de los órdenes clásicos y de la arquitectura de la Escuela de Bellas Artes de París. Ese movimiento, que en Francia tuvo una preponderancia marcada con pensadores como Montesquieu o Rousseau, se trasladó a una arquitectura utópica pero a la vez racional. Una arquitectura apenas construida que se basó casi totalmente en búsquedas proyectuales que nunca pudieron llevarse a la realidad.
Los arquitectos del periodo, llamados utópicos, revolucionarios o visionarios, plantearon edificios basados en las formas geométricas. No despreciaron la herencia del pasado clásico y, aunque respetaron las normas de simetría y la monumentalidad, sus edificios fueron el resultado de la combinación caprichosa de las formas geométricas. Étienne-Louis Boullée (1728-1799) y Claude-Nicolas Ledoux (1736-1806), ambos formados con Jacques-François Blondel, encabezaron esta postura; entre la gran cantidad de proyectos no construidos merece la pena mencionar el Cenotafio para Isaac Newton concebido por Boullée como una esfera, representación del modelo ideal, levantada sobre una base circular que había de cobijar el sarcófago del científico. Ledoux ha dejado edificios construidos, entre ellos una parte de la utópica ciudad industrial de las Salinas de Arc-et-Senans, de planta circular en el Franco Condado o el conjunto del parque de la Villette en París. En Italia, también se califica del mismo modo al italiano Giovanni Battista Piranesi.
Esta arquitectura logró sentar las bases de nuevos conceptos que ahora pueden materializarse gracias a los avances tecnológicos de nuestro tiempo. Algunos arquitectos y grupos de arquitectos del siglo XX se han denominado visionarios (Archigram, Archizoom, Superstudio, Basil Al Bayati). Las pinturas arquitectónicas de Giorgio de Chirico también han sido incluidas en este concepto.

## El pensamiento ilustrado

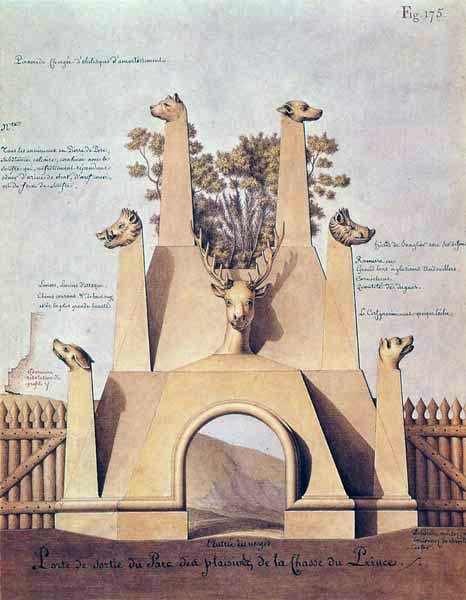
Proyecto de puerta de cazadero, de Lequeu, hacia 1800.

La ilustración fue un movimiento que generó un gran cambio en muchas esferas de la vida de los seres humanos, ya que postuló ideales novedosos y que se oponían a muchos de los dogmas medievales que nunca habían estado en discusión como las clases sociales, el rol de la iglesia en el estado, la posibilidad del sufragio para elegir a gobernantes y otros conceptos novedosos.
Es en este momento cuando se trató de dar a la arquitectura una nueva identidad ya que las revoluciones sociales y políticas declaraban la pérdida de una identidad propia, esto se debió a que la ilustración buscaba educar, transmitir los conocimientos existentes de la época, combatir la ignorancia. En arquitectura, esa educación, implicaba el conocimiento de las fuentes antiguas tales como Vitruvio, Palladio y Vignola, quienes tomaron los principios griegos y romanos de la arquitectura. En ese momento en Francia, comienzan a surgir nuevos proyectos y comitentes que no eran exclusivamente la iglesia: museos, viviendas, fábricas, bibliotecas, entre otros. Dos de los pensadores más importantes de la época fueron Rousseau y Montesquieu cuyas ideas permitieron abrirles los ojos a las personas sobre diversos temas.

### El pensamiento de Rousseau
En El contrato social, Rousseau establece la posibilidad de una reconciliación entre la naturaleza y la cultura: el hombre puede vivir en libertad en una sociedad verdaderamente igualitaria. Existe entonces un contrato social basado en la enajenación de todas las voluntades, de forma que cada uno recupere finalmente todo lo que ha cedido a la comunidad. El contrato será, pues, expresión de la voluntad general que es siempre justa y mira por el interés común, por el interés social de la comunidad, por la utilidad pública. De esa voluntad general emana la única y legítima autoridad del Estado. Estas ideas generaron que aparezcan nuevos comitentes que antes no podían tener acceso a viviendas propias y que fueron los clientes predilectos de los arquitectos revolucionarios que compartían ideas de igualdad de oportunidades y mayor equidad social.

### El pensamiento de Montesquieu
Montesquieu fue un intelectual muy activo en la Academia Francesa que se había ordenado en la francmasonería en Gran Bretaña. Una de las ideas más novedosas que propuso fue la división de poderes en un gobierno, sentando las bases de un sistema republicano hasta la actualidad con la existencia de tres poderes, el Ejecutivo, Legislativo y Judicial. Luego de la revolución, como Francia adopta un modelo republicano de gobierno, aparecen nuevas instituciones de gobierno que merecían edificios que estén a la altura. Es en ese momento que los arquitectos que pertenecían a este movimiento utopicista vieron una posibilidad para hacer conocidas sus ideas y sus proyectos presentándose a varios concursos pero perdiendo la mayoría de estos. Sus obras tenían una carga teórica y conceptual muy marcada pero eran imposibles de plasmarse con los materiales y las tecnologías de la época.

## Jacques François Blondel, el maestro
Jacques-François Blondel (1705-1774), fue un arquitecto y urbanista francés, uno de los más importantes teóricos de la arquitectura del siglo XVIII. Ejercerá una notable influencia sobre los arquitectos racionalistas franceses del siglo XX. Fue el nieto del también arquitecto François Blondel, conocido como François Blondel el grande, arquitecto de la Villa de París, autor de la Puerta Saint-Denis en 1672, y cuyo curso de arquitectura había aparecido en cuatro volúmenes en 1683.
En el año 1750 comenzó a postular ideas novedosas que fueron el disparador de los principales arquitectos del movimiento ilustrado.
Blondel creía en el carácter plástico del cuerpo arquitectónico como un todo y de sus rasgos individuales, el predominio de huecos en los muros y estaba en contra del derroche decorativo. Además, para él la arquitectura es un arte creativo, que debe ser claramente distinguida del proceso de construcción.
Él ponía énfasis en los principios básicos de jerarquía, en la graduación y concentración. Abogó incesantemente por la perfecta unidad de las partes, la cual podía ser obtenida por medio de la simetría. Buscó recursos para unificar el espacio interior, proponiendo la enfilade, uniendo las habitaciones entre sí y unificando la vista interior con la exterior y creía fervientemente en el cuidado que debía tener un edificio en relación con su entorno.
Se puede decir que sus ideas fueron en cierto punto funcionalistas ya que atacaba la ornamentación decorativa. La arquitectura requería solidez, comodidad, simetría pero por sobre todo, carácter. La idea de carácter hacía referencia a que el edificio debía “hablar por sí solo”, transmitiendo mensajes claros a los visitantes, al igual que cada ser humano podía decir y pensar lo que quisiera basándose en el ideal de la libertad de expresión e igualdad sentados por Rousseau años antes.
Blondel fue el maestro principal de los arquitectos Étienne-Louis Boulleé y Claude-Nicolas Ledoux, quienes se convertirán en los máximos exponentes de la arquitectura iluminista transformando todas las ideas de su mentor en propuestas edilicias y proyectos.

## Étienne-Louis Boullée

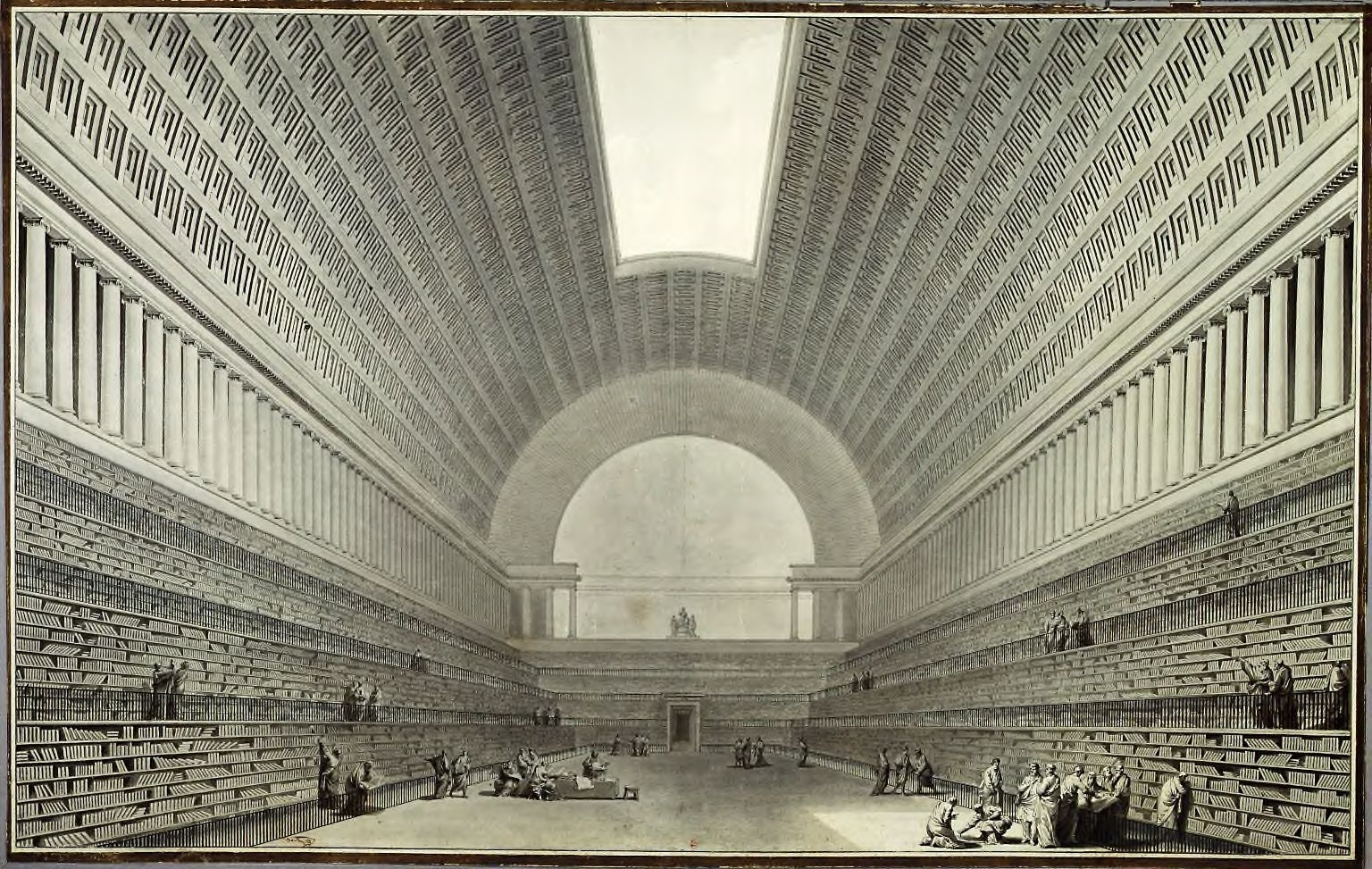
Deuxieme projet pour la Bibliotheque du Roi (Boullée, 1785)

Etienne-Louis Boullee (1728-1799) fue un visionario arquitecto francés del neoclasicismo, cuya obra influyó mucho en los arquitectos contemporáneos y aún hoy en día es considerada importante.
A mediados del siglo XVIII, ya es un momento de apogeo del antes mencionado Jacques-François Blondel, que sentó ideas revolucionarias para su época a todos sus alumnos, entre ellos un joven Boullée. Este último lograría llevar las teorías arquitectónicas a dibujos concretos, a pesar de que ninguna de sus obras pudo llegar a construirse por las constantes críticas y denigraciones por otros profesionales de la época por el carácter teórico de sus obras. Desde antes de la revolución francesa Boullée había propuesto diferentes proyectos para edificios monárquicos pero la gran influencia de la Escuela de Bellas Artes de París y sus arquitectos provocaron que sus ideas quedaran olvidadas en la historia para ser descubiertas y retomadas muchos siglos posteriores.
Boullée tenía conceptos formados, creía que la arquitectura debía ser monumental ya que debía mostrar la importancia y la jerarquía que ese edificio tendría en comparación al resto y que el edificio debía ser un todo, un único cuerpo con una única forma volumétrica pura, desprovista de ornamentación y sobre todo simétrica.
Por otro lado, al igual que Blondel, buscó que cada una de sus edificios transmitiera una idea determinada, su arquitectura debía ser “parlante”. Para eso tenía la utilización de la luz como herramienta principal para enfatizar una situación en particular.
La mayoría de los arquitectos utópicos tenían admiración por la naturaleza, ya que representaba la perfección y las obras tenían que poder relacionarse de una manera consciente con su entorno y por otra parte se nutrían de ideales vinculados a la física, intentando que los edificios que proyectaban mostraran la admiración que le tenían.

### El Cenotafio de Newton

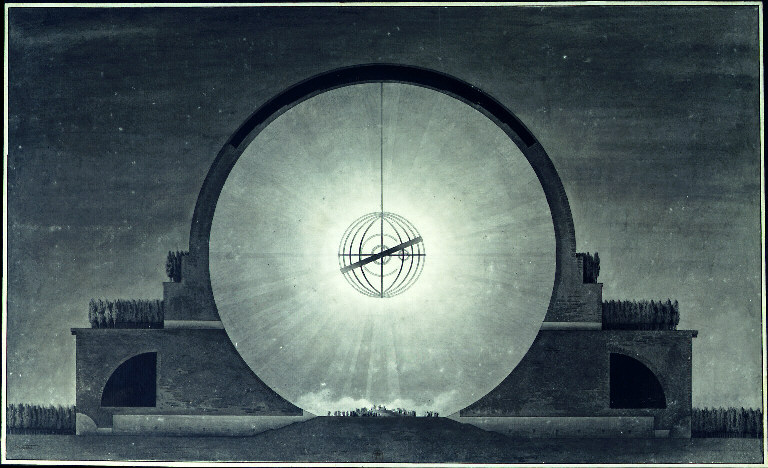
Étienne-Louis Boullée, Projet de cénotaphe à Newton, vue en coupe, 1784.

Uno de los proyectos más estudiados y paradigmáticos de la obra de Boullée es el Cenotafio de Newton. En el año 1784 el arquitecto proyectó este edificio que es el resultado de sintetización de sus conceptos arquitectónicos. El proyecto es una gran esfera hueca simétrica que tenía diferentes aberturas en toda su superficie que provocaba que cuando en el mundo exterior fuera de día, adentro del edificio se simulara la bóveda celeste con las estrellas y cuando fuera de noche en el exterior, el interior se iluminaría con un gran astrolabio. Existen varios mensajes detrás de esta idea espacial, por un lado la representación del conocimiento de Newton con una esfera monumentalmente grande y simétrica, la forma más perfecta concebida por los arquitectos utópicos, mostrando la inmensidad del aporte a la humanidad que le hizo el físico, por otro la utilización de la luz natural controlada para generar sensaciones en el interior, simulando la bóveda celeste.

## Claude Nicolás Ledoux
Claude-Nicolas Ledoux fue un arquitecto y urbanista francés, uno de los principales representantes de la arquitectura neoclásica. Fue uno de los arquitectos más activos a finales del Antiguo Régimen, protegido de Madame du Barry, la amante del rey Luis XV, y autor de dos de las más importantes obras públicas de la época: la Salina real de Arc-et-Senans (declarada patrimonio de la Humanidad en 1982) y las Barrières de París, el cerco fiscal que la Ferme générale levantó para recaudar impuestos —entre otros la gabela, el impuesto de la sal—, una cerca de 24 km y 6 m de altura con 60 barreras o puestos de control que algunos autores consideran una de las causas que más contribuyó al descontento de la población que culminó en la Revolución francesa en 1789. A pesar de su vinculación ineludible a la monarquía francesa, a lo largo del siglo XX su figura ha sido reivindicada como uno de los precursores de la arquitectura utópica ya que pudo reorientar sus ideas a los nuevos conceptos e ideales que guiaron la Revolución francesa. Uno de los valores más representativos de la revolución sobre el cual reflexionaría Ledoux es el individualismo y la posibilidad de cada ser humano de forjar su propio destino, sin tener que depender de un ente superior. El individuo es único e irrepetible al igual que la arquitectura tenía que ser única e irrepetible, la arquitectura debía transmitir ideas y además reflejar el uso del lugar o la ocupación del que lo habitaría. Ledoux pasó una dura transición en su vida ya que al haber sido catalogado como un arquitecto servil a la monarquía fue mal visto durante la revolución, aprovechando su tiempo para investigar en el campo teórico de la arquitectura y obras pequeñas comparadas a sus construcciones anteriores, en especial viviendas. Además del concepto novedoso del «individualismo arquitectónico», Ledoux basaba sus proyectos en la idea de «arquitectura parlante», un volumen único sin ornamentación alguna y de formas puras sustentadas por una simetría clara.

Obras construidas de Nicolás Ledoux
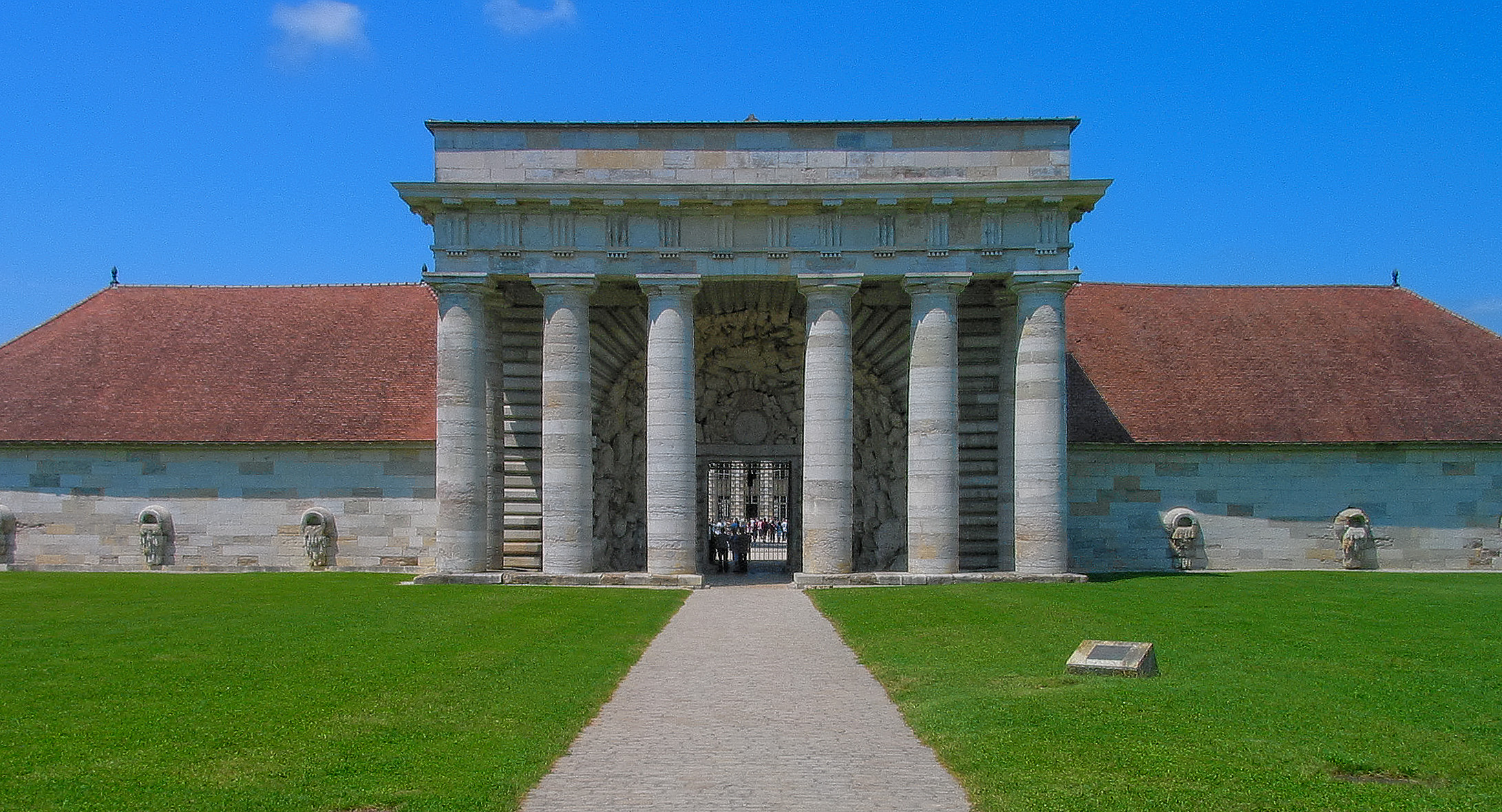
Pabellón de entrada de la Salina real de Arc-et-Senans (1774-1779)
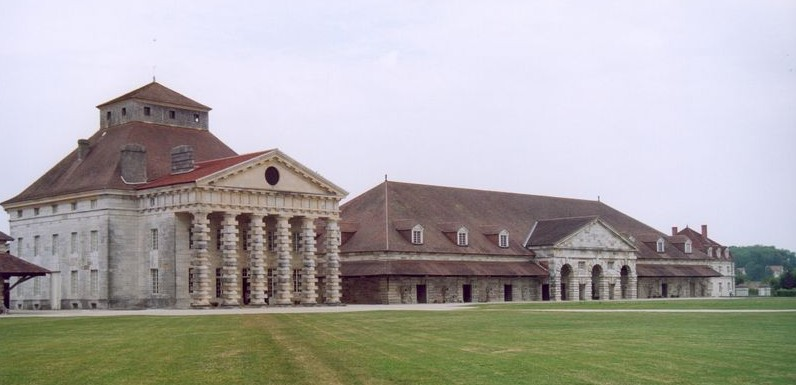
Interior del recinto de la salina
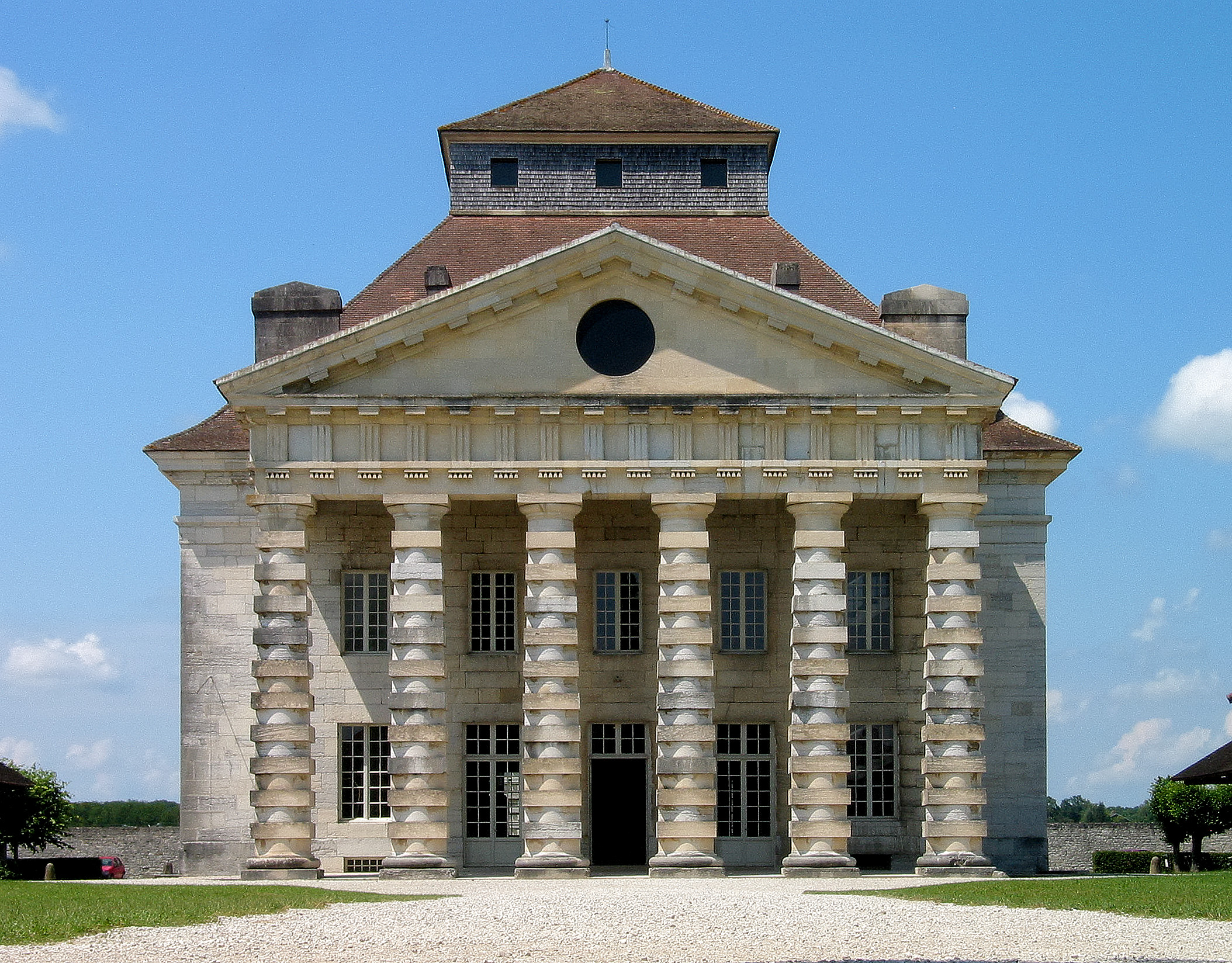
Pabellón del director de la salina
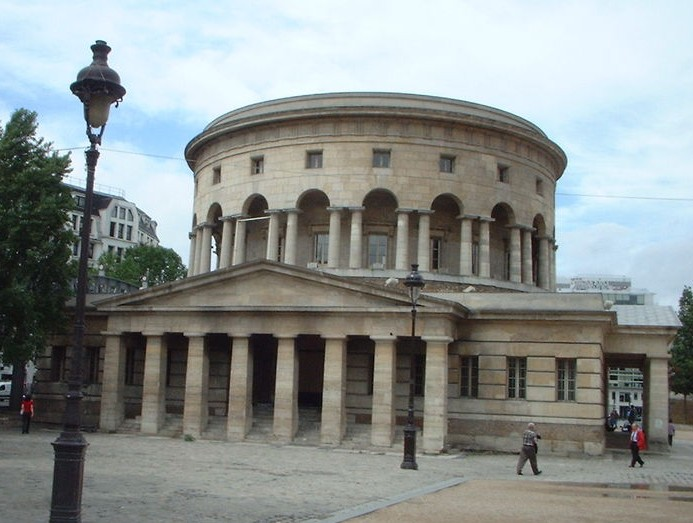
Rotonda de la Villette
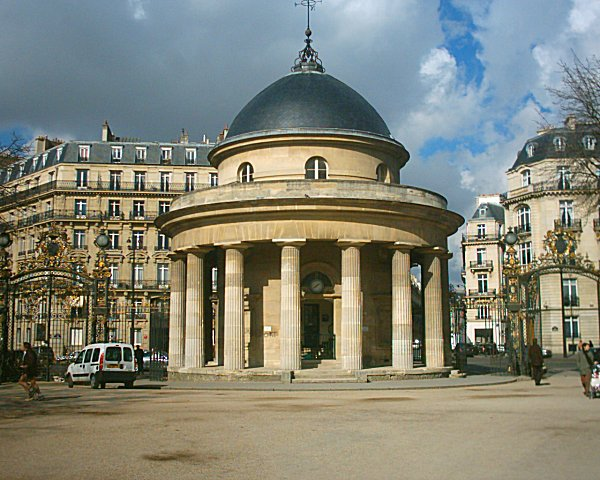
Rotonda Parc Monceau

### La casa del cuidador de la pradera y la casa del cuidador del río
Ledoux proyectó dos obras teóricas, que no pudieron construirse, que expresan su voluntad arquitectónica y cómo se imaginaba esta nueva arquitectura. El primer proyecto es la casa del cuidador de la pradera, que se componía de una esfera perfecta que poseía 4 entradas a cada uno de sus lados y que en su interior albergaba la vivienda. En los dibujos se puede apreciar la voluntad de transmitir que la naturaleza era la creación más perfecta del mundo, por lo tanto el que la cuidara tenía que vivir en una casa cuya volumetría representara la perfección, y esa era la esfera. La planta era simétrica en todos sentidos, por eso tenía cuatro accesos con una escalera cada uno y no tiene ningún tipo de ornamentación. La segunda obra es la vivienda del cuidador del río, por lo tanto debía ser atravesada por las aguas del río y debe tener forma de desagüe, de esta forma cualquier persona que observara esta construcción no dudaría de cuál era la ocupación del habitante. Esa casa era para él y para ningún otro, individual e irrepetible.